# Lago Breitling
El lago Breitling (en alemán: Breitlingsee) es un lago situado en el distrito rural independiente de ciudad de Brandeburgo —muy cerca del estado de Sajonia-Anhalt—, en el estado de Brandeburgo (Alemania); tiene un área de 513 hectáreas. 
El río Havel fluye a través de él, dirección al lago Plauer.